# 의심

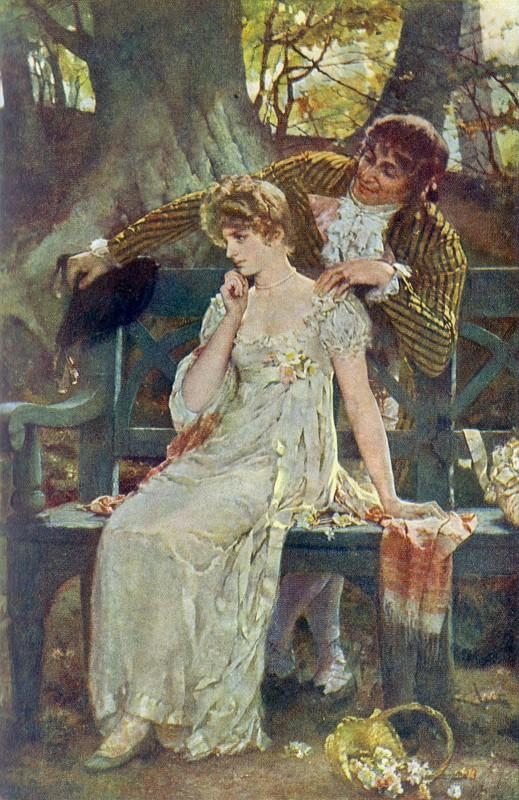
의심, 헨리에타 래

의심(疑心)은 마음이 둘 이상의 모순되는 명제 사이에서 정지된 채, 그것들에 대해 불확실한 정신 상태이다. 정서적 수준에서의 의심은 믿음과 불신 사이의 우유부단함이다. 이는 특정 사실, 행동, 동기 또는 결정에 대한 불확실성, 불신 또는 확신 부족을 포함할 수 있다. 의심은 실수나 기회 상실에 대한 우려로 관련 행동을 지연시키거나 거부하는 결과를 낳을 수 있다.

## 심리학
부분적이거나 간헐적인 부정적 강화는 효과적인 공포 분위기와 의심을 조성할 수 있다.

## 철학
르네 데카르트는 자신의 근본적인 철학적 탐구에서 방법론적 회의를 가장 중요한 방법론적 도구로 사용했다. 논리학과 같은 철학 분야는 의심스러운 것, 개연성 있는 것, 확실한 것을 구별하기 위해 많은 노력을 기울인다. 비논리의 대부분은 의심스러운 가정, 의심스러운 데이터 또는 의심스러운 결론에 의존하며, 수사학, 화이트워싱, 기만이 제 역할을 한다.
루트비히 비트겐슈타인은 그의 사후 저작인 《확실성에 관하여》(OC)에서 '의심'과 '확실성'이라는 단어의 일상적인 사용 방식에 대해 설명한다. 이 두 개념은 우리 일상생활에 얽혀 있어서 어떤 사실에 대해 확신할 수 없다면 우리 단어의 의미에 대해서도 확신할 수 없다. (OC §114).

## 신학

카라바조의 《의심하는 토마》

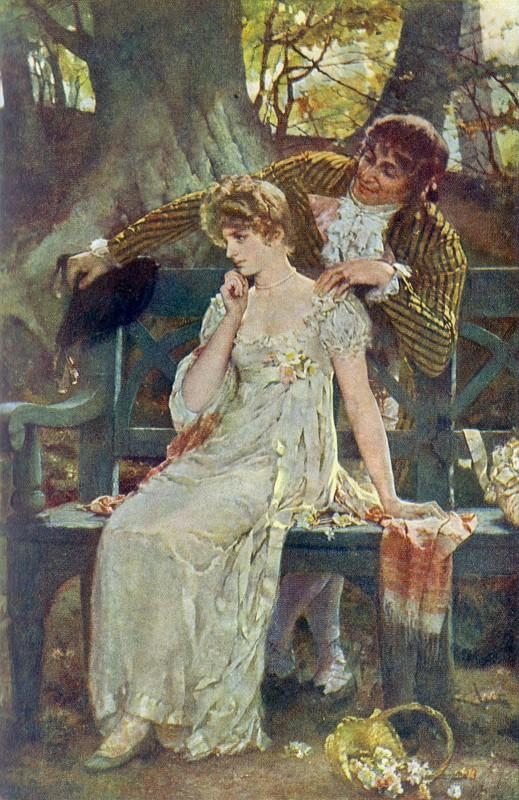
헨리에타 래의 《의심》, 1886년

(더 깊은) 믿음으로 나아가는 길로서의 의심은 사도 토마 이야기의 핵심이다. 이와 관련하여 게오르크 헤르메스의 신학적 견해에 주목하라:

... 모든 과학, 따라서 신학의 출발점이자 주요 원리는 방법론적 의심뿐만 아니라 긍정적 의심이다. 사람은 합리적인 근거에서 진리라고 인지한 것만을 믿을 수 있으며, 따라서 이성을 만족시킬 만한 신뢰할 수 있는 근거를 찾을 때까지 계속 의심할 용기를 가져야 한다.

신의 존재에 대한 의심은 불가지론 — 신의 존재 여부를 결정할 수 없다는 믿음 — 의 기초가 될 수 있다. 또한 신의 존재에 대해 긍정적인 입장을 취하지 않고 부정적인 입장을 유지하는 피론주의와 같은 다른 종류의 회의주의를 형성할 수도 있다. 또는 신의 존재에 대한 의심이 특정 종교의 수용으로 이어질 수 있다: 파스칼의 내기를 참조하라. 특정 신학, 성서적 또는 이신론적 신학에 대한 의심은 그 신학의 믿음 체계의 진실성을 의문시할 수 있다. 다른 한편으로, 일부 교리에 대한 의심과 다른 교리에 대한 수용은 이단의 성장 및 분파나 사상 집단의 분열로 이어질 수 있다. 따라서 원시 개신교도들은 교황권에 의심을 품었고, 그들의 새로운 (그러나 여전히 비슷하다고 인식되는) 교회에서 대안적인 통치 방식을 도입했다.
쇠렌 키르케고르와 같은 기독교 실존주의자들은 진정으로 신을 믿으려면 신에 대한 자신의 믿음을 의심해야 한다고 제안한다. 의심은 증거를 저울질하는 사람의 사고의 합리적인 부분이며, 이것이 없으면 믿음은 실체가 없을 것이다. 믿음은 예를 들어 신에 대한 특정 믿음이 진실이거나 특정 사람이 사랑받을 가치가 있다는 증거에 기반한 결정이 아니다. 그러한 증거는 진정한 신학적 믿음이나 낭만적인 사랑에 수반되는 총체적인 헌신을 실용적으로 정당화하기에 결코 충분할 수 없다. 믿음은 어쨌든 그러한 헌신을 하는 것을 포함한다. 키르케고르는 믿음을 갖는다는 것은 동시에 의심을 갖는 것이라고 생각했다.

## 법률
당사자주의 내의 대부분의 형법 사건은 검찰이 합리적 의심의 여지 없이 그 주장을 입증할 것을 요구한다. 이는 "입증 책임"이라고도 불리는 원칙이다. 이는 국가가 피고인의 유죄에 대해 합리적 인간의 마음에 "합리적 의심"을 배제하는 명제를 제시해야 함을 의미한다. 약간의 의심은 남아 있을 수 있지만, 이는 "합리적 인간"의 피고인 유죄에 대한 믿음에 영향을 미치지 않는 정도여야 한다. 만약 제기된 의심이 "합리적 인간"의 믿음에 영향을 미친다면, 배심원은 "합리적 의심"을 넘어선 확신을 가지지 못하는 것이다. 해당 관할권의 법학은 그러한 목적을 위해 "합리적" 및 "의심"과 같은 단어의 정확한 의미를 일반적으로 정의한다.

## 과학
모든 것을 의심하거나 모든 것을 믿는 것은 똑같이 편리한 두 가지 해결책이다. 둘 다 성찰의 필요성을 없애준다.
—앙리 푸앵카레, 《과학과 가설》(1905) (도버 요약판, 1952년)
과학적 방법은 의심을 정량화하고 이를 사용하여 추가 연구가 필요한지 여부를 결정한다. 아이작 아시모프는 1962년 에세이집 《사실과 환상》에서 과학을 지능적인 의심을 유발하고 해결하는 시스템이라고 묘사했다.
찰스 샌더스 퍼스는 의심을 모든 과학적 조사의 출발점으로 보았다.
칼 포퍼는 과학적 의심을 필수적인 도구로 사용했다. 포퍼식 패러다임에서 일하는 과학자들은 어떤 이론이든 철저히 의심하여 그 이론을 반증하려고 노력한다.

## 같이 보기
- 방법론적 회의
- 질문
- 합리적 의심
- 회의주의